# Tzumo Árpád
Tzumo Árpád (Budapest, 1980. január 29. –) magyar dzsesszzongorista.

## Tanulmányok
Családjában több zenész is található, például édesapja, idősebb Oláh Árpád jazzdobos. Eleinte Tzumó is dobos szeretett volna lenni, de végül a zongora mellett döntött. Az Erkel Ferenc Zeneiskolában Tollasi Kelemen Livia zongoratanárnőnél kezdte tanulmányait, majd azt követően a Weiner Leó Konzervatóriumban folytatta klasszikus zenei tanulmányait. Ezt 1996-ban megszakította, és elkezdett jazzt tanulni Márkus Tibor felügyelete alatt az Erkel Ferenc Zeneiskolában.
2001 végén ösztöndíjat nyert a Berklee College of Musicra, és két évig tanult Bostonban. Tanára volt – többek között – Joanne Brackeen és Hal Crook is. Innen felvételizett 2003-ban az Egyesült Államok legnagyobb jazzintézetébe, a Herbie Hancock, Wayne Shorter és Terence Blanchard Ron Carter által vezetett Thelonious Monk Institute of Jazz intézetbe a Los Angeles-i USC egyetemen. A zenekarban közreműködött Gilad Ronen, Dontae Winslow, James Westfall, Alan Hampton, James Alsander. A zenekar 2003-2005-ig koncertkörutakon szerepelt szerte a világon a híres tanári karral, valamint világsztárok vendégek közreműködésével, mint Kenny Garrett, Dede Bridgewater, Lionel Loueke, Charlie Haden, Jack Dejohnette, Terry Lyne Carrington Dianne Reeves, Terence Blanchard, Herbie Hancock, Wayne Shorter.
2006-ban New Yorkba költözött, ahol 2008-ig dolgozott Ferenc Nemeth, Lionel Loueke, Eli Degibri Massimo, Biolcati Arturo Stable-lel.
Többek között Felly K. énekesnek írt egy lemezt New Yorkban. Ennek befejezése után visszatért Magyarországra.
2009-ben Sugár Bertalan Berynek a Bery-Disco c. lemezt mint író és producer készítette el az EMI Hungary lemezkiadónál.
2012-ben meghívást kapott, hogy oktasson a Snétberger Zenei Tehetség Központban, a Snétberger Ferenc roma származású Liszt- és Kossuth-díjas gitárművész által létrehozott tehetséggondozó intézetben, amely évente 60 roma fiatalnak nyújt lehetőséget zenei tehetsége kibontakoztatására.
2014-2015-ig a Snétberger Quartet zenekar zongoristája volt.
2017-ben megjelent a Promise c. lemeze a Hunnia Records kiadónál.
2016-ban megalakította a SolatiMusic zenekart: Pocsai Kriszta ének, Heilig Tamás basszusgitár, Snétberger Toni dob. A zenekart első nagy bemutatója 2018-ban a Magyar Televízió M2 Petőfi TV Jazz Akusztik műsorban szerepelt nagy sikerrel.
2018-töl a Liszt Ferenc Zeneakadémia jazz tanszékének tanára lett.
2024-töl a Bartók Béla zeneművészeti és hangszerképző gyakorló szakkollégium jazz-zongoraszak tanára volt.
2024-ben megalapította a Tzumo Gypsy Dreams zenekari formációt, ami globális zenei roma kultúrát ötvözi afro-amerikai elemekkel.  

## Versenyek – díjak
1998-ban megnyerte a Magyar Rádió Füsti Balogh Gábor zongora-tehetségkutató-versenyét. Ennek fődíja egy öthetes nyári kurzus volt a Berklee College of Musicban, Bostonban. Ezt a díjat a Berklee magyar származású professzora, Gárdonyi László szerezte a Füsti tehetségkutató verseny nyertesének.
2001 nyarán Németországban megnyerte a Jazz an der Donau verseny fődíját, valamint megkapta a legjobb szólistának járó díjat.
2001 szeptemberében a Belgiumban Jazz Hoeilaart Intern'l Contest versenyen a triójával – a verseny történetében először – az összes fődíjat megnyerte: a legjobb triónak és a kötelező darab leginvenciózusabb előadásáért járó díjakat, illetve megkapta a legjobb európai szólistának járó díjat is.
2002-ben megkapta a Magyar Rádió EMeRTon-díj-díját, a Sláger Rádió pedig az "Év fiatal jazztehetségei"-nek járó díjat adományozta neki.
2003-ban beválasztották az 50 legsikeresebb magyar fiatal közé.
2004-ben elnyerte a Cumo "My time" Gramofon-díjat.
2008-ban megkapta a "Márciusi Ifjak" díjat.
2010 Artisjus-díj billentyűs hangszerek művész.
2016-ban A jazz.hu szakmai szavazásán elnyerte az “Év zongoristája díjat.
2018-ban A SolatiMusic formáció a jazz.hu szakmai szavazásán elnyerte az “Év zenekara” díjat.
2019-ben megszerezte az Independent music award díjat Ferenc Nemeth trio-val. 

## Lemezei
2001 novemberében jelent meg a Cumó Trió első, "My time" című lemeze, az EMI Hungary kiadó gondozásában.
2006-ban jelent meg szólólemeze a Hunnia Recordsnál Improvisations címmel.
2007-ben megjelent a Hunnia Recordsnál az első Tzumo Electronic Dreams lemez, melyen régi zenésztársával, Borlai Gergővel a jazz határait feszegetve a rock, a klasszikus zene, a world music és elektronikus zenei irányzatok elemeiből építkezik.
2008-ban jelent meg Felly K Szeretni bolondulásig című lemeze, melyen Tzumo régi magyar slágereket dolgoz fel, valamint hangszerelte a számokat és az album zenei producereként is közreműködött.
2009-ben mint dalszerző és producer készített lemezt Bery-vel az EMI Recordsnál, két számból pedig videóklipet készítettek.
2011 decemberében Tzumo Electronic Dreams (TED) második lemeze jelent meg "Freedom" Live at the Budapest Jazz Club címmel.
2012-ben szerzői kiadásban jelent meg Tzumo második szóló lemeze "Pictures of Note" címmel.
2017-ben megjelent a Promise c. lemeze nemzetközi vendégművészekkel a Hunnia Records kiadónál. Közreműködnek: Melissa Aldana, Jure Pukl, Soso Lakataos, Josh Ginsburg, Kyle Poole. 
2017-ben Nemzeti Kulturális Alaptól alkotói támogatást nyert az Ábrahám és Sára c. szimfonikus mű elkészítéséhez.
2018-ban megjelent a SolatiMusic Debut című vinyl nagylemez, amelyen szerző és producer egyben. Közreműködnek: Pocsai Kriszta – ének szövegíró, Heilig Tamás – basszusgitár, Toni Snetberger – dob, Ferenc Snetberger gitár, Tony Lakatos szaxofon, Fekete Kovács Kornél trombita.
2019-ben jelent meg Tzumo Trio "Plays Pat" címmel a Hunnia Recordsnál. Közreműködnek: Ferenc Nemeth dob, Horváth Pluto József bőgő.